# Goodbye (album Cream)
Goodbye – czwarty i ostatni wydany w okresie istnienia zespołu album grupy Cream nagrany w październiku 1968 r. i wydany w marcu 1969 roku.

## Historia i charakter albumu
Album ukazał się w marcu 1969 r., podczas gdy grupa Cream rozwiązała się w listopadzie 1968 r.
Sesje studyjne dostarczyły tylko trzech utworów ("Badge", "Doing that Scrapyard Thing" i "What a Bringdown"), postanowiono więc wolne miejsce wypełnić również trzema piosenkami wykonywanymi na koncertach ("I'm So Glad", "Politician" i "Sitting on Top of the World"). Do wydania na CD dodano studyjny utwór "Anyone for Tennis".

## Muzycy
- Eric Clapton – gitara, śpiew
- Jack Bruce – śpiew, gitara basowa (oprócz 6), pianino (5, 6), organy (6)
- Ginger Baker – perkusja, instrumenty perkusyjne (6, 7), śpiew (6)

Dodatkowi muzycy
- Felix Pappalardi – altówka (7), pianino (4), melotron (4, 5, 7), gitara rytmiczna (4), gitara basowa (6)
- L'Angelo Misterioso (czyli George Harrison) – gitara rytmiczna (4)

## Spis utworów
| 1. | I'm So Glad (Skip James)                           | 9:11  |
|    |                                                    |       |
| 2. | Politician (Jack Bruce/Pete Brown)                 | 6:19  |
|    |                                                    |       |
| 3. | Sitting on Top of the World (Chester Burnett)¹     | 5:01  |
|    |                                                    |       |
| 4. | Badge (Eric Clapton/George Harrison)               | 2:45  |
|    |                                                    |       |
| 5. | Doing that Scrapyard Thing (Jack Bruce/Pete Brown) | 3:13  |
|    |                                                    |       |
| 6. | What a Bringdown (Ginger Baker)                    | 3:56  |
|    |                                                    |       |
| 7. | Anyone for Tennis (Eric Clapton/Martin Sharp)²     | 2:35  |
|    |                                                    |       |
|    |                                                    | 33:00 |
|    |                                                    |       |
¹Ewidentna pomyłka; utwór został skomponowany przez Waltera Vinsona (Vincsona) z grupy Mississippi Sheiks i został przez nich nagrany w 1930 r. Howlin’ Wolf był tylko jednym z kilkudziesięciu wykonawców tej piosenki.
²Utwór dodatkowy tylko na CD. Ukazał się także na singlu grupy w maju 1968 r. z Pressed Rat and Warthog na drugiej stronie

## Opis płyty
- Producent – Felix Pappalardi (za zgodą Roberta Stigwooda)
- Nagranie – październik 1968
- Inżynierowie nagrywający – Bill Halverson, Adrian Barber i Damon Lyon-Shaw
- Wydanie – marzec 1969
- Czas – 32 min. 20 sek.
- Projekt okładki – Alan Aldridge Ink Studios
- Fotografie – Roger Phillips
- Ilustracja – Roger Hane
- Firma nagraniowa – Polydor Records (Wielka Brytania); ATCO (USA)
- Numer katalogowy – (Polydor); (ATCO)

Wznowienia
- Cyfrowy remastering do wydania na cd – Dennis M. Drake
- Studio – PolyGram Studios
- Firma nagraniowa – Polydor
- Numer katalogowy – 823 660-2 Y-1

## Listy przebojów
| Rok  | Lista                                       | Pozycja |
| ---- | ------------------------------------------- | ------- |
| 1969 | Billboard USA. Albumy popowe                | 2       |
| 1969 | Melody Maker Wielka Brytania. Albumy popowe | 1       |